# Desgenerados Mixtape
Desgenerados Mixtape es el tercer álbum de estudio del dúo venezolano Mau & Ricky. Fue lanzado al mercado bajo el sello discográfico Sony Music Latin el 20 de julio de 2023.
El álbum se caracteriza por el estilo particular de los hermanos Montaner, aunque tiene una variedad de ritmos entre RKT, corrido, pop, trap y balada. Asimismo el 20 de julio de 2023, el álbum se estrenó junto al sencillo «Ex»  junto a la cantante argentina La Joaqui.
De este álbum, se desprenden sencillos como: «Bota fuego», «3 de la mañana», «No puede ser» y «Llorar y llorar». En este álbum, están incluidas las participaciones de Nicky Jam, Sebastián Yatra, Carín León. Reik, María Becerra y Eladio Carrión entre otros.

## Lista de canciones
| N.º   | Título                                        | Duración |  |
| 1.    | «No es normal» (con Jay Wheeler)              | 2:53     |  |
| 2.    | «Salvaje» (con Justin Quiles)                 | 2:39     |  |
| 3.    | «Ex» (con La Joaqui)                          | 3:04     |  |
| 4.    | «Antisociales» (con Zion & Lennox)            | 3:10     |  |
| 5.    | «Manos frías» (con Reik y Beéle)              | 3:37     |  |
| 6.    | «Amigos» (con Andry Kiddos)                   | 2:27     |  |
| 7.    | «Miami»                                       | 2:10     |  |
| 8.    | «Vivir sin ti» (con CNCO)                     | 3:24     |  |
| 9.    | «Que Dios me perdone» (con Dalex)             | 2:51     |  |
| 10.   | «Llorar y llorar» (con Carín León)            | 2:50     |  |
| 11.   | «Mal acostumbrao» (con María Becerra)         | 3:10     |  |
| 12.   | «No puede ser» (con Eladio Carrión)           | 3:11     |  |
| 13.   | «3 de la mañana» (con Sebastián Yatra y Mora) | 3:40     |  |
| 14.   | «Bota fuego» (con Nicky Jam)                  | 3:43     |  |
| 15.   | «Me enamora»                                  | 2:48     |  |
| 16.   | «Qué dirías»                                  | 3:03     |  |
| 17.   | «Mejor» (con Khea y Robbie Meza)              | 3:29     |  |
| 40:52 |                                               |          |  |